# Alconeura centrosemae
Alconeura centrosemae är en insektsart som först beskrevs av Paul W. Oman 1937.  Alconeura centrosemae ingår i släktet Alconeura och familjen dvärgstritar.
Artens utbredningsområde är Puerto Rico. Inga underarter finns listade i Catalogue of Life.